# Pyrrhopyge
Pyrrhopyge is een geslacht van vlinders uit de familie van de dikkopjes (Hesperiidae). De wetenschappelijke naam is gepubliceerd in 1816 door Jacob Hübner.
Het zijn grote, fors gebouwde vlinders met een zwart lichaam en overwegend donkergekleurde vleugels. Ze komen voor in Midden- en Zuid-Amerika. De larven verschuilen zich in bladeren wanneer ze niet aan het eten zijn.

## Soorten
- P. aerata Godman & Salvin, 1879
- P. aesculapus Staudinger, 1876
- P. amyclas (Cramer, 1779)
- P. amythaon Bell, 1931
- P. arax Evans, 1951
- P. araxes (Hewitson, 1867)
- P. arinas (Cramer, 1777)
- P. aziza Hewitson, 1866
- P. boulleti Le Cerf, 1922
- P. cometes (Cramer, 1779)
- P. cosyra Druce, 1875
- P. creon Druce, 1874
- P. creona Druce, 1874
- P. cressoni Bell, 1932
- P. creusae (Bell, 1931)
- P. crida Hewitson, 1871
- P. crista Evans, 1951
- P. chalybea Scudder, 1872
- P. charybdis Westwood, 1852
- P. decipiens Mabille, 1903
- P. frona Evans, 1951
- P. hadassa Hewitson, 1866
- P. haemon Godman & Salvin, 1893
- P. hoffmanni Freeman, 1977
- P. hygieia (Felder & Felder, 1867)
- P. infantilis Druce, 1908
- P. jonas Felder & Felder, 1859
- P. kelita Hewitson, 1869
- P. maculosa Hewitson, 1866
- P. martena Hewitson, 1870
- P. melanomerus Mabille & Boullet, 1908
- P. mopsus (Bell, 1931)
- P. papius Hopffer, 1874
- P. pelota Plötz, 1879
- P. phidias (Linnaeus, 1758)
- P. phylleia Hewitson, 1874
- P. placeta Evans, 1951
- P. proculus Hopffer, 1874
- P. punctata Röber, 1925
- P. pusca Evans, 1951

- P. rhacia Hewitson, 1873
- P. rubricollis Sepp, 1848
- P. ruficauda Hayward, 1932
- P. sadia Evans, 1951
- P. sangaris Skinner, 1921
- P. sarpedon (Bell, 1931)
- P. schausi Bell, 1931
- P. sergius Hopffer, 1874
- P. spatiosa Hewitson, 1870
- P. tatei (Bell, 1932)
- P. telassa Hewitson, 1866
- P. telassina Staudinger, 1888
- P. terra Evans, 1951
- P. tetricus Bell, 1931
- P. thelersa Hewitson, 1866
- P. thericles Mabille, 1891
- P. timaeus (Bell, 1931)
- P. tzotzili Freeman, 1969
- P. viriditas Skinner, 1920